# Escalador (militar)
En terminología militar, el escalador era el soldado preparado para hacer escaladas, es decir, ataques a fortificaciones escalando por sus muros. 
Antes de la invención de la pólvora y más especialmente en la Edad Media en que, por caer todo en desuso, también cayeron las antiguas máquinas de sitio, era tan frecuente la escalada, que había hombres y cuerpos con su denominación especial, destinados a este arriesgado servicio. Eran sin duda, como los granaderos del siglo XVIII, hombres y tropas de reconocido valor y agilidad. 

El Rey ha tenido un peón (aviso, correo) de Rodrigo Manrique, fijo del Adelantado, con carta que ha tomado de los moros la villa de Huesca e de la narración de los que con él eran en la Escalada es copia esta: que eran Adalides Gonzalo García ó Sancho de Quesada, é Roy Diaz el moro, que se habia tornado á nuestra santa ley, é Cabeza De Los Escaladores Juan Enriquez, etc.
Bach. de Cibdadreal. Carta 59

También nos ha conservado la historia el nombre de Ortega, Capitán De Escaladores del marqués de Cádiz, por cuya traza y valor se apoderó este de la fortaleza de Alhama en 28 de febrero de 1482, abriendo la magnífica Epopeya de la Conquista de Granada.